# Sociologia das organizações
A Sociologia das Organizações é um ramo aplicado da Sociologia que se ocupa de analisar os aspectos sociológicos de organizações, isto é, de empresas, fundações, órgãos públicos e congêneres.
O objetivo da Sociologia das Organizações é tanto o estudo dos aspectos de uma sociedade que influem na organização e no desenvolvimento das organizações quanto prover uma melhor compreensão dos fenômenos que ocorrem dentro de uma organização sob um ponto de vista sociológico.
O sociólogo Max Weber inaugurou o estudo da Sociologia aplicado às organizações. Max Weber prognosticou a ascensão da burocracia como forma de se ordenar as relações humanas entre si e com a organização, propiciando que objetivos explícitos sejam atingidos. A burocracia, segundo Weber, é uma forma prescritiva de delegar responsabilidades e padronizar a comunicação de acordo com normas predefinidas e impessoais. Weber também saudava o desenvolvimento de leis de propriedade e de instituições de direito em seu tempo, criando o que seria o princípio do hoje denominado ambiente propício aos negócios e dos marcos regulatórios.
Vale notar que burocracia, para Weber, não carregava o significado negativo de sua menção usual, por exemplo, em reclamações sobre filas de bancos ou na demora no atendimento em serviços públicos. A definição de Weber precede a conotação presente e até mesmo a motivou, visto que esta advém de uma opinião negativa sobre o funcionamento da burocracia.
A visão de teóricos atuais das organizações, como Henry Mintzberg, destoa da weberiana por dar importância preponderante às relações interpessoais formadas no ambiente de trabalho e aos objetivos individuais dos participantes de uma organização. Para Mintzberg, a formação de grupos de interesse dentro da organização assim como subverte a ordem burocraticamente predita, também transforma a própria burocracia à sua imagem quando de posse do poder para tanto.
Anterior a Mintzberg é a visão de Michael Porter, que desdenha dos aspectos sociológicos da administração, pondo uma ênfase maior nas relações econômicas entre organizações como fatores preponderantes para sua formação e evolução.
Esta descrição sociológica das organizações, bem como todas as anteriores, sofrem fortes críticas de teóricos marxistas. São por eles consideradas uma justificação cientificista da dominação do indivíduo ou, em outras palavras, a reificação de um ideal burguês inconsistente. De acordo com Istvan Meszaros, as "instituições do Estado moderno" (Weber) foram construídas junto com o processo de apropriação capitalista de bens comunitários e a instituição de antes inexistentes relações de propriedade, necessárias para propiciar a expansão da produção capitalista."
Dentro do estudo científico das funções da administração e gestão das empresas, destacou-se Henri Fayol, que distinguia unidades em funções específicas da empresa, como funções técnicas, comerciais, contabilisticas, de segurança e administração, sendo as funções da administração o planejamento, organização, comando/liderança, coordenação e controle. Fayol defendia também a especialização das tarefas, para maior eficiência no trabalho, definindo também o aumento de autoridade e responsabilidade no trabalho, em conjunto com a disciplina.